# Iritana Hohaia
Pas d'image ? Cliquez ici

a Compétitions nationales et continentales officielles uniquement.

b Matchs officiels uniquement.
Dernière mise à jour le 11 avril 2024.
Iritana Hohaia, née le 1er mars 2000 à New Plymouth (Nouvelle-Zélande), est une joueuse internationale néo-zélandaise de rugby à XV, évoluant au poste de demi de mêlée. Licenciée au Southern RC, elle représente la province Taranaki en Farah Palmer Cup et joue avec les Hurricanes Poua en Super Rugby Aupiki.

## Biographie
Iritana Hoaia naît le 1er mars 2000 à New Plymouth en Nouvelle-Zélande. Elle grandit à Opunake, le village d'origine de Graham Mourie. Fille d'un éleveur laitier, elle joue au rugby à XV dès l'école primaire, avec les garçons. Elle pratique également le basket-ball.
En 2018, elle est sélectionnée pour le tournoi de rugby à sept des Jeux olympiques de la jeunesse où les Néo-Zélandaises remportent le titre face à la France, marquant à cette occasion un essai en finale.
En 2019, les Taranaki Whios la désignent joueuse de l'année mais c'est une période paradoxalement difficile car son père est décédé en février.
En 2020, elle marque deux essais face à North Harbour en Farah Palmer Cup, contribuant à la première victoire de Taranaki en 21 matchs.
Début 2021, elle subit un plaquage haut lors d'un match amical. Ses reins sont endommagés et elle passe quatre semaines en soins intensifs. Hospitalisée pendant deux mois, elle a le temps de réfléchir à ce que deviendrait sa vie si elle ne pouvait plus jouer au rugby. Elle réalise qu'elle n'a rien d'autre dans sa vie et envisage une formation professionnelle hors du rugby.[réf. nécessaire] Elle est sélectionnée pour la tournée européenne de 2021 mais ne joue pas.
En 2022, elle met le rugby en pause et elle entre à l'école de police de Porirua. Elle est reçue et est depuis agent de police. Elle envisage d'arrêter le rugby mais en fin de cursus, elle reçoit une offre des Hurricanes Poua et décide de redonner une chance au rugby. Elle réalise de très bonnes performances avec les Hurricanes Poua, à tel point qu'au mois de mars 2023, encore dans l'euphorie du titre mondial, le sélectionneur Allan Bunting l'appelle et lui demande si elle est disposée à signer un contrat avec la fédération.
Elle devient donc professionnelle tout en poursuivant son activité dans la police où elle bénéficie d'aménagement spécifiques, lui permettant de s'acquitter de ses 24 heures de rugby hebdomadaires. Au mois de juin, elle connaît sa première sélection avec la Nouvelle-Zélande face aux Wallaroos et marque même un essai. Elle avait prévu de faire la célébration de l'équipe de Taranaki (le signe d'un aileron de requin sur la tête) en hommage à ses coéquipières de Farah Palmer Cup, mais les Black Ferns s'étant ruées sur elle pour la féliciter, elle n'a pas pu accomplir le geste devant les caméras. Retenue pour les Pacific Four Series, elle prend un carton rouge lors du dernier match contre les États-Unis. Elle est suspendue trois matchs ce qui lui fait rater le début de la Farah Palmer Cup. À l'automne, elle participe à domicile au WXV.

## Palmarès

### Rugby à sept
- Médaille d'or aux Jeux olympiques de la jeunesse en 2018.

### Rugby à XV
- Vainqueur de la Pacific Four Series en 2023 et 2025.